# Stazione di Besnate
Stazione di Besnate vasútállomás Olaszországban, Lombardia régióban, Besnate településen.

## Vasútvonalak
Az állomást az alábbi vasútvonalak érintik:
- Luino–Milánó-vasútvonal

## Kapcsolódó állomások
A vasútállomáshoz az alábbi állomások vannak a legközelebb:
- Stazione di Mornago-Cimbro (Cadenazzo vasútállomás, S30)
- Stazione di Gallarate (Stazione di Gallarate, S30)